# بیته ونت
بیته ونت (انگلیسی: Beate Wendt؛ زادهٔ ۲۱ سپتامبر ۱۹۷۱) بازیکن فوتبال اهل آلمان است.
از باشگاه‌هایی که در آن بازی کرده‌است می‌توان به اشاره کرد.
وی همچنین در تیم ملی فوتبال زنان آلمان بازی کرده‌است.